# 杨开道
杨开道（1899年6月7日—1981年7月23日），號導之，中国农村社会学家。湖南新化人。

## 生平
1920年考入南京高等师范学校农科，1924年毕业。1924年赴美留学，1925年在爱荷华州立大学获得硕士学位。1927年在密歇根州立大学获得农村社会学博士学位。
1927年回国，先后在大夏大学、复旦大学、国立中央大学农学院任社会学教授，并在燕京大学社会学系任教授兼主任。1930年建立燕京大学清河镇试验区，同年发起成立中国社会学社，并乡村建设运动。1934年任燕京大学农村建设科主任。1935年任燕京大学法学院院长。1948年任国立上海商学院教授兼合作系主任。1949年后历任武汉大学农学院院长、华中农学院籌委會主任和院长、湖北省图书馆馆长等职。

## 主要著作
- 《農村社會學》（1929年）
- 《社會研究法》（1930年）
- 《社會學研究法》（1930年）
- 《社會學大綱》（1931年）
- 《農場管理學》（1933年）
- 《農場管理》（1933年）
- 《農業教育》（1934年）
- 《農村問題》（1937年）
- 《中國鄉約制度》（1937年）
- 《農村社會》（1948年）

## 亲友
- 世界著名桥牌女皇杨小燕是杨开道之女，由杨家安排與沈昌焕之弟沈昌瑞结婚。